# Dagissnuten
Dagissnuten (engelska: Kindergarten Cop) är en amerikansk action-komedi från 1990, i regi av Ivan Reitman med Arnold Schwarzenegger i huvudrollen.

## Handling
Den tystlåtne men våldsamme kriminalpolisen John Kimble har jagat knarklangaren Cullen Crisp i flera år. Han griper slutligen Crisp för mordet på en uppgiftslämnare, som berättat för Crisp var hans ex-fru och barn bor någonstans. Den enda som kan hjälpa Kimble att identifiera Crisp som mördaren är narkomanen Cindy. Efter påtryckningar från Kimbles sida ställer Cindy upp på en konfrontation där Crisp pekas ut som mördaren och placeras i häktet.
Kimble och Phoebe O'Hara, en före detta lärare, får order om att åka till Astoria, Oregon för att söka upp Crisps ex-fru Rachel Myatt för att få henne att vittna mot Crisp. Men eftersom vare sig Kimble eller O'Hara känner till hur Myatt ser ut måste O'Hara agera som vikarie på Myatts sons dagis för att hitta henne, medan Kimble försöker spåra upp Myatts identitet. När paret kommer fram till Astoria insjuknar dock O'Hara vilket gör Kimble tvingas att ställa upp som vikarie istället.

## Rollista (urval)
- Arnold Schwarzenegger - John Kimble, poliskommissarie
- Penelope Ann Miller - Joyce Palmieri / Rachel Crisp
- Pamela Reed - Phoebe O'Hara, poliskommissarie
- Linda Hunt - Miss Schlowski
- Richard Tyson - Cullen Crisp, Sr.
- Carroll Baker - Eleanor Crisp
- Angela Bassett - flygvärdinna

## Om filmen
- Filmen spelades in i Astoria, Oregon och Los Angeles, Kalifornien.
- Filmen hade Sverigepremiär den 1 februari 1991.[2]

### Fotnoter
1. ↑  ”Kindergarten Cop” (på engelska). Box Office Mojo. 22 december 1990. http://www.boxofficemojo.com/movies/?id=kindergartencop.htm. Läst 10 september 2016.
2. ↑  ”Kindergarten Cop”. Svensk filmdatabas. 1 februari 1991. http://www.sfi.se/sv/svensk-filmdatabas/Item/?type=MOVIE&itemid=16925. Läst 10 september 2016.